# B-300
L'arma leggera di sostegno B-300 è un lanciarazzi israeliano con prevalenti funzioni anticarro con un lanciatore di calibro 82 mm.

## Caratteristiche
L'arma è composta da un tubo lanciatore, molto simile al bazooka come aspetto esterno, fornito di bipiede per l'eventuale appoggio a terra e di un contenitore chiuso ermeticamente contenente il razzo bellico. Una volta agganciato il contenitore al tubo di lancio è sufficiente inquadrare il bersaglio e sparare. I razzi sono dotati di teste anticarro oppure di testate destinate alla demolizione di opere in calcestruzzo o mattoni. Quindi l'arma viene definita non come anticarro, ma come arma individuale di sostegno alla fanteria.
Esistono cinque tipi di munizionamento (due perforanti, di cui il più potente può penetrare 550 mm di acciaio, uno illuminante e uno inerte da addestramento). Il razzo è stabilizzato da otto alette a petalo, che si aprono dopo il lancio. Il lanciatore dispone di due impugnature verticali (di cui una con sicura e sistema di sparo) e di semplici sistemi ottici di mira. Il peso è contenuto (3,5 kg a vuoto, 8 con il munizionamento inserito), la velocità iniziale di 270 m/s e la gittata pratica nel tiro controcarri di 400 m, che salgono a 1.700 per il tiro illuminante. Oltre che in Israele l'arma è stata acquistata anche da Estonia ed altri paesi.
Negli Stati Uniti l'arma ha interessato immediatamente il Corpo dei Marines, che la hanno prodotta su licenza con notevoli varianti, con la denominazione SMAW (Shoulder launched  Multipurpose Assault Weapon - arma da attacco da spalla multiuso), descritta di seguito.

## CMS 83 SMAW
In pratica si tratta di un B-300 con notevoli modifiche, adottata dal Corpo dei Marines a partire dal 1984 e prodotta negli USA. La lunghezza del lanciatore è stata portata a 825 mm con poggiaspalla, impugnature e ottica di puntamento telescopica, inoltre al lanciatore è accoppiato un fucile di aggiustamento che indica il punto di impatto del proiettile con una fiammata. Il munizionamento è polivalente, sia per uso contro veicoli corazzati, sia contro postazioni fortificate. L'impiego tipico dell'arma da parte dei Marines è proprio in quest'ultimo uso, limitando comunque la gittata a 250 m. Queste modifiche (particolarmente l'aggiunta del fucile di aggiustamento e l'aumento di peso del razzo polivalente) hanno notevolmente appesantito l'arma.

## SMAW-D
Per la Guerra del Golfo nel 1990-'91, l'US Army si procurò d'urgenza alcuni lanciatori SMAW dai Marines, dando poi priorità a un programma denominato Bunker Defeat Munition, sfociato in un semplice lanciarazzi da 83 mm di calibro, da 7,62 kg di peso, con 500 m di portata (250 all'atto pratico), specifico per l'uso contro fortificazioni, in grado di perforare 200 mm di cemento armato.